# Lennart Rydberg (danspedagog)
Hugo Lennart Rydberg, född 31 januari 1932 i Fosie församling i Malmöhus län, död 16 oktober 2011 i Malmö S:t Pauli församling i Skåne län, var en svensk dansare och danspedagog.
Lennart Rydberg växte upp i ett arbetarhem på Slussgatan i östra Malmö som son till Karl Rydberg och Herta Lindholm. Han är också äldre bror till skådespelaren Eva Rydberg, som han tillsammans med modern tidigt satte i balettskola, samt morbror till Kalle Rydberg och Birgitta Rydberg. I unga år arbetade han som typograf och bryggeriarbetare.
Redan som barn fascinerades han av Shirley Temples steppdans på bioduken och lärde sig danstekniken av en kusin. Efter danslektioner för Margit Gerle grundade han Rydbergs jazzbalettstudio i Malmö tillsammans med hustrun Kerstin 1966. Han var också artist, hade showgruppen Lennart, Kerstin & Tjejerna, höll krogshower, turnerade i landets folkparker och medverkade i Sveriges Television. Dansskolan övertogs så småningom av dottern Helene under namnet Rydbergs Dance Academy, men Lennart Rydberg fortsatte sitt engagemang genom steppupkurser och med det administrativa arbetet på skolan.
Lennart Rydberg var från 1956 till sin död gift med danspedagogen Kerstin Rydberg, ogift Holmström (född 1937) och fick sönerna Tony (född 1956) och Peter (född 1959) samt dottern Helene (född 1960). Han är begravd på Limhamns kyrkogård i Malmö.